# 板取川花火大会
板取川花火大会（いたどりがわはなびたいかい）は、岐阜県関市で4年おきの8月15日に開催される花火大会。
開催年により名称が異なるため、ここでは最近の2回で使用されている名称の一部の板取川花火大会の名称で記述する。

## 概要
4年おき（オリンピック開催年）の8月15日に開催される。2000年（平成12年）に旧・武儀郡洞戸村が2000年記念花火大会として開催したのが始まり。4年後の2004年（平成16年）は洞戸村花火大会として開催する。その後、洞戸花火大会（2008年・2012年）、関市ほらど花火大会（2016年）と名称を変更して開催している。2020年は新型コロナウイルスの流行により中止し、2022年に「ほら、ど～ん」と明るく2022清流板取川花火大会in洞戸として開催、2024年は2024板取川花火大会として開催。
主催は実行委員会。岐阜新聞、岐阜放送が後援する。
岐阜県内で岐阜新聞及び岐阜放送が主催（または後援、共催）する花火大会、「岐阜新聞・岐阜放送花火シリーズ」の一つである。

## 開催場所
- 関市洞戸市場（旧・洞戸村）

板取川河畔（ほらどキウイプラザ前）

## 交通アクセス
- 岐阜バス岐阜板取線「ほらどキウイプラザ」バス停より徒歩すぐ。
- 関市自主運行バス関板取線「ほらどキウイプラザ」バス停より徒歩すぐ。
- 美濃市自主運行バス牧谷線「ほらどキウイプラザ」バス停より徒歩すぐ。

### 自動車
- 当日は関市立洞戸小学校などに臨時駐車場が設置される。

## その他
- 関市の花火大会は、例年開催される関市民花火大会（8月13日）、関市武芸川ふるさと夏まつり花火大会（8月14日）がある。8月15日にはオリンピック開催年の年に開催する板取川花火大会と奇数年に開催される津保川花火大会があり、年によっては3夜にわたり花火大会が開催される。